# Сіньї (Гуандун)
Сіньї (кит. спр. 信宜市, піньїнь: Xìnyí Shì) — місто-повіт в південнокитайській провінції Гуандун, складова міста Маомін.

## Географія
Сіньї займає північ префектури, лежить на річці Дунцзян.

### Клімат
Місто знаходиться у зоні, котра характеризується вологим субтропічним кліматом. Найтепліший місяць — липень із середньою температурою 28.1 °C (82.6 °F). Найхолодніший місяць — січень, із середньою температурою 14.2 °С (57.6 °F).
| Клімат Сіньї            | Клімат Сіньї | Клімат Сіньї | Клімат Сіньї | Клімат Сіньї | Клімат Сіньї | Клімат Сіньї | Клімат Сіньї | Клімат Сіньї | Клімат Сіньї | Клімат Сіньї | Клімат Сіньї | Клімат Сіньї | Клімат Сіньї |
| Показник                | Січ.         | Лют.         | Бер.         | Квіт.        | Трав.        | Черв.        | Лип.         | Серп.        | Вер.         | Жовт.        | Лист.        | Груд.        | Рік          |
| Середня температура, °C | 14,2         | 14,9         | 18,6         | 22,4         | 25,8         | 27,1         | 28,1         | 27,7         | 26,6         | 23,8         | 19,7         | 16           | 22,1         |
| Норма опадів, мм        | 40.6         | 65.9         | 73.2         | 215          | 302.3        | 312.7        | 218.3        | 279.9        | 156.9        | 74.9         | 37.1         | 23           | 1799.8       |
| Днів з опадами          | 10,8         | 12,6         | 14,4         | 16,6         | 18,1         | 19,2         | 17,7         | 18,6         | 14,1         | 10,1         | 8,7          | 9,3          | 170,2        |
| Вологість повітря, %    | 75           | 81.8         | 84.1         | 85.1         | 83.3         | 83.2         | 80.9         | 82.9         | 78.8         | 74.9         | 72.8         | 72.1         | 79.6         |
| ----------------------- | ------------ | ------------ | ------------ | ------------ | ------------ | ------------ | ------------ | ------------ | ------------ | ------------ | ------------ | ------------ | ------------ |
| Джерело: Weatherbase    |              |              |              |              |              |              |              |              |              |              |              |              |              |